# Stephen Prince
Pour les articles homonymes, voir Prince.
Stephen Robert Prince, né le 13 septembre 1955 à Blacksburg, en Virginie (États-Unis) (États-Unis) et mort le 30 décembre 2020, est un critique de cinéma, historien et théoricien (en) américain.

## Biographie
Il a été professeur d'études en communication et professeur de cinéma à l'Institut polytechnique et université d'État de Virginie (connu sous l'appellation « Virginia Tech »).
Ses livres incluent The Warrior's Camera : The Cinema of Akira Kurosawa (1991) et Savage Cinema : Sam Peckinpah and the Rise of Ultraviolent Movies (1998). Prince a été fréquemment cité comme un expert du cinéma d'Asie de l'Est par Criterion.

## Œuvres originales
- The Warrior's Camera: The Cinema of Akira Kurosawa (1991, 2nd edition, 1999), Princeton University Press.
- Visions of Empire: Political Imagery in Contemporary American Films (1992), Praeger.
- Movies and Meaning: An Introduction to Film (1996; 6th Edition, 2012)
- Savage Cinema: Sam Peckinpah and the Rise of Ultraviolent Movies (1998), University of Texas Press.
- Screening Violence (2000), Rutgers University Press (Series: Rutgers Depth of Field Series).
- A New Pot of Gold: Hollywood under the Electronic Rainbow, 1980-1989 (2002), University of California Press (Series: History of the American Cinema, Book # 10)
- Classical Film Violence: Designing and Regulating Brutality in Hollywood Cinema, 1930–1968 (2003), Rutgers University Press
- Firestorm: American Film in the Age of Terrorism (2009), Columbia University Press
- Digital Visual Effects in Cinema: The Seduction of Reality (2011), Rutgers University Press
- A Dream of Resistance: The Cinema of Kobayashi Masaki (2018), Rutgers University Press